# Hilaire Berthelin
Hilaire Albert Bertellin (* 14. Januar 1909 in Saint-Denis; † 15. Juni 1986 ebenda) war ein französischer Radrennfahrer und nationaler Meister im Radsport.

## Sportliche Laufbahn
Berthelin war im Straßenradsport, im Bahnradsport und im Querfeldeinrennen (heutige Bezeichnung Cyclocross) aktiv. Er begann 1924 im Verein „Dionysian Velocipedic Club“ mit dem Radsport. 
Von 1930 bis 1947 war er Unabhängiger und Berufsfahrer. 1930 gewann er das Critérium international de cyclo-cross (den Vorläufer der Cyclocross-Weltmeisterschaften). 1932 wurde er Zweiter hinter Aubert Winsingues.
Auf der Straße wurde Berthelin Zweiter bei Paris–Dreux 1929 und bei Paris–Contres 1936. 1930 gewann er die französische Vereinsmeisterschaft im Straßenrennen (mit René Le Grevès und Henri Bergerioux) und im Querfeldeinrennen. Auf der Bahn war Berthelin insbesondere bei Zweier-Mannschaftsfahren erfolgreich. So gewann er mehrfach den Prix Pasbecq.